# Roberto Ferruzzi
Roberto Ferruzzi (Šibenik, 16. prosinca 1853. — Venecija, 16. veljače 1934.)  bio je dalmatinski talijanski umjetnik. Najpoznatiji je po slici Madonnina  koja je pobijedila na drugom Venecijanskom bijenalu 1897. godine.

## Biografija
Roberto Ferruzzi rođen je u Šibeniku 1853. od roditelja Talijana. S četiri godine preselio se s obitelji u Veneciju. Nakon smrti oca, odvjetnika, vraća se u Dalmaciju na studije klasike. Godine 1868. vratio se u Veneciju da upiše Liceo Marco Foscarini. Nakon toga je upisao Sveučilište u Padovi i diplomirao pravo. No, umjesto odvjetništva, zvanje je stekao kao samouki slikar.
Nakon toga se preselio u Luvigliano, frazione u Torreglii, gdje je 1897. naslikao Madonninu.
Ferruzzi je svoj rad prvi put izložio 1883. godine u Torinu, a sastojao se uglavnom od figura. Godine 1887. u Veneciji je izložio platno pod naslovom La prima penitenza, žanrovsku sliku dječaka koji moli krunicu u pokori za loše ponašanje, dok njegova baka gleda na njega s osmijehom. Godine 1891.–1892., na izložbi u Palermu, njegova žanr-slika Tišina! osvojio nagradu. Godine 1897. u Veneciji je izložio Madonninu i Prema svjetlu.
Ferruzzi je umro 16. veljače 1934. u Veneciji i pokopan je na malom groblju Luvigliano na parceli svoje obitelji, u blizini svoje žene Ester Sorgato i kćeri Mariske.
Njergova dva istoimena potomka su sin Roberto (nadimak Bobo), slikara laguna; i unuk Roberto (nadimak Robi), procjenitelj umjetnina i antikvar.

## Vanjske poveznice
|  | Zajednički poslužitelj ima još gradiva o temi Roberto Ferruzzi |

- (tal.)Članak o Madonnini sa slikom